# Eden’s Crush
Eden’s Crush – girlsband z Los Angeles wybrany w amerykańskiej telewizji The WB Television Network w programie Popstars w 2001. Nicole Scherzinger była jej członkinią dopóki nie dołączyła do The Pussycat Dolls. Zespół rozpadł się po roku działalności.

## Dyskografia

### Album
Popstars (May 2001)
1. What’s Good 4 The Goose (Blackman/Cham/Ferguson/McLaughlin/Ridel/Dawkins/Sandstrom)
2. Let Me Know (Klaus Derendorf/Ascencio/Jeeve)
3. Get Over Yourself (Gerrard/Keller/Vice)
4. Anywhere But Here (Kopatz/Kasha)
5. Love This Way (Harman/Golde/Livingston)
6. No Drama (Burris/Loftin)
7. I Wanna Be Free (G-Sleep/Ascencio/Jeeve/Nubar/Klaus Derendorf)
8. The Glamorous Life (Prince)
9. 1,000 Words (Mil Palabras) (Hunter/Jeeve/Klaus Derendorf)
10. Two Way (Kara DioGuardi/Brain/Young)
11. It Wasn’t Me (Marvel/Holland)
12. You Know I Can (Kipner/Goldmark/Frank)
13. Promise Me (utwór dodatkowy)